# Симчич Надія Вікторівна
Надія Вікторівна Симчич (нар. 10 жовтня 1966, Вінниччина) —українська письменниця (драматургія, проза, казки).

## Біографія
Народилася на Вінниччині у 1966 році; у 1968 році родина переїхала до м. Сміли Черкаської області.
У 1987 році закінчила філологічний факультет Черкаського педагогічного інституту (тепер — Черкаський національний університет імені Богдана Хмельницького); працювала вчителькою української мови та літератури на Кіровоградщині та у м. Сміла.
З 1996 року живе в Києві, працює вихователькою в одній із київських шкіл.
Перше оповідання «Блюз на тему спеки» було надруковано в районній газеті Бобринеччини «Честь хлібороба» восени 1990 року.
Твори для дітей, оповідання та інсценізації друкувалися в журналах «Малятко», «Соняшник», «Ар'єргард», «Дніпро», газеті «Шкільний світ».
Багаторазово перемагала у Всеукраїнському конкурсі романів та кіносценаріїв «Коронація слова»: стала лауреаткою в жанрі кіносценарію («Не зникай, Отагамо») (2000), дипломанткою (фіналісткою конкурсу) в жанрі роману («Мандрівник») (2004), дипломанткою в жанрі драматургії («Казка Тропічного лісу, або Мальва» (2005) та «Свято Зірки, або Бажання, здійснись!» (2011), І Премія у жанрі п'єси («Хата, або Кінець епохи вишневих садів») (2012).
В 2003 році п'єсу для дітей «Вирію, не зникай…» включено до Антології молодої драматургії «У пошуку театру»; в 2006 році п'єсу «Казка Тропічного лісу, або Мальва» включено до ІІІ випуску альманаху «Сучасна українська драматургія».

В 2008 році — Лауреатка Першої Премії у номінації «Авторська казка» І Всеукраїнського конкурсу дитячої літератури «Золотий лелека» за збірку казок «Казки про Невидиму Силу».
Авторка інсценізацій за творами українських письменників: «Московіада, або ж Прощавай, Москво!», «Свято Воскресаючого Духу», «Дванадцять обручів весни» (за романами Юрія Андруховича); «Тіні срібної ночі» (за романом Валерія Шевчука «Срібне молоко»); «Міра + Ерік(а)» (за романом Лариси Денисенко «Забавки з плоті і крові»), «Енжі, ангел» (за романом Ірен Роздобудько «Ґудзик»).

## Твори
- Московіада, або ж прощавай Москво![2]
- Свято воскресаючого духу
- Дванадцять обручів весни
- Тіні срібної ночі
- Міра + Ерік(а)
- Вирію, не зникай…
- Казка тропічного лісу, або Мальва
- Квартира на Володимирській
- Енжі, ангел
- Не зникай, Отагамо
- Мандрівник
- Свято Зірки, або Бажання, здійснись!
- Корінь троянди
- Кінець епохи вишневих садів
- Казки про Невидиму Силу (збірник казок)

## Нагороди
- Лауреатка Всеукраїнського конкурсу романів та кіносценаріїв «Коронація слова» в жанрі кіносценарію (2000);
- Дипломантка Всеукраїнського конкурсу романів та кіносценаріїв «Коронація слова» в жанрі роману (2004)
- Дипломантка Всеукраїнського конкурсу романів та кіносценаріїв «Коронація слова» в жанрі драматургії (2005)
- Лауреатка Першої Премії у номінації «Авторська казка» І Всеукраїнського конкурсу дитячої літератури «Золотий лелека» (2008)
- Лауреатка Першої премії Всеукраїнського конкурсу романів та кіносценаріїв «Коронація слова» в жанрі драматургії (2012)
- Дипломантка Всеукраїнського конкурсу романів та кіносценаріїв «Коронація слова» в жанрі «Кіносценарії для дітей» (2013) за твір «Три горошини для Котигорошка»